# Agence européenne de contrôle des pêches
 (juin 2012).
Si vous disposez d'ouvrages ou d'articles de référence ou si vous connaissez des sites web de qualité traitant du thème abordé ici, merci de compléter l'article en donnant les références utiles à sa vérifiabilité et en les liant à la section « Notes et références ».
Pour les articles homonymes, voir ACCP et CFCA.

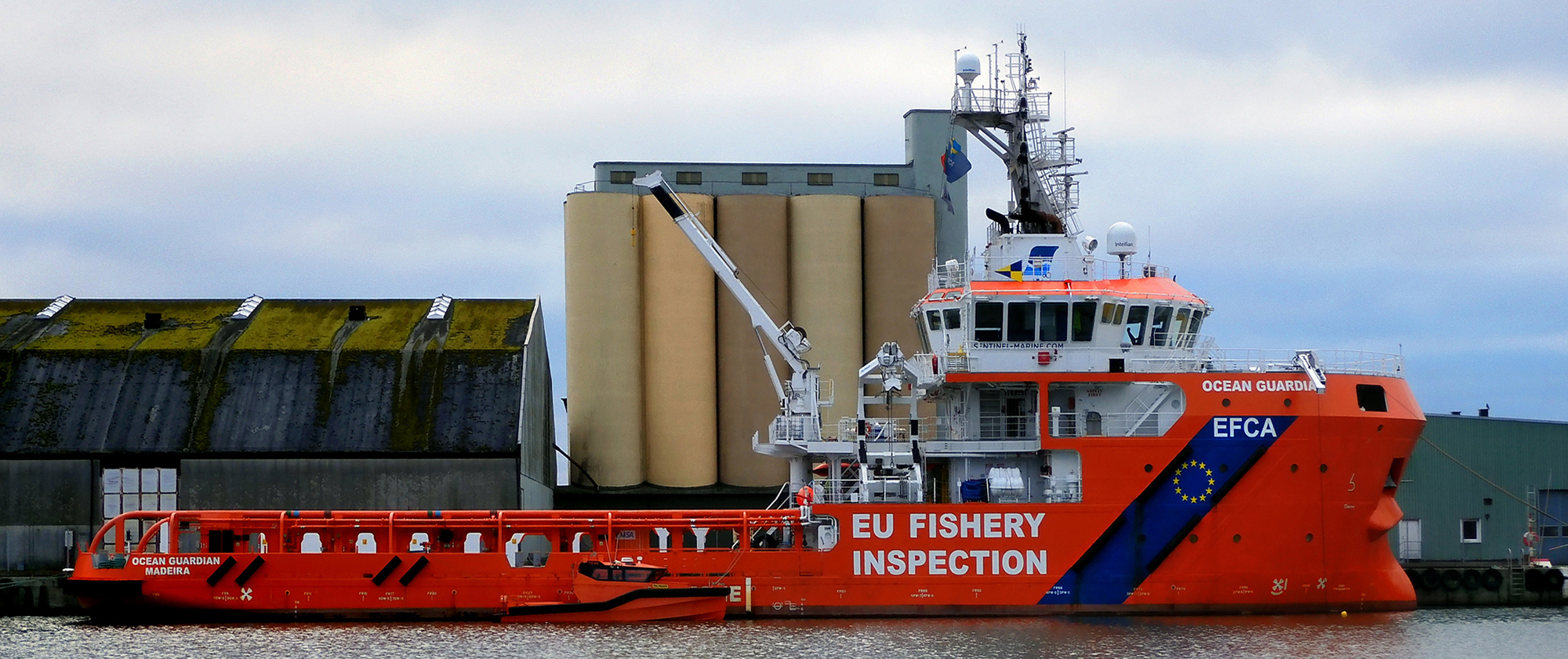
Agence européenne de contrôle des pêches dans le port d'Ystad le 15 novembre 2023.

L’Agence européenne de contrôle des pêches  (AECP ; en anglais European Fisheries Control Agency — EFCA) est une agence communautaire créé par le règlement no 768/2005 du Conseil de l'Union européenne du 26 avril 2005.
Elle a son siège à Vigo dans la province de Pontevedra en Galice (Espagne).
L’AECP contribue à garantir des conditions de concurrence équitables pour l’industrie de la pêche au niveau européen, de manière que les règles européennes soient respectées par tous et que tous les acteurs du secteur soient traités sur un pied d’égalité, quel que soit l’endroit où ils opèrent.
Cette agence a pour mission de renforcer l'uniformité, la coordination et l'efficacité des mesures d'exécution  de la politique commune de la pêche qui vise à la gestion des ressources halieutiques communes dans une perspective de pêche durable.

## Description générale
En avril 2005, le Conseil des ministres a approuvé la création d'une Agence communautaire de contrôle des pêches (ACCP), devenue par la suite l'Agence Européenne de Contrôle des Pêches (AECP), clef de voûte du dispositif visant à améliorer le respect des règles instaurées par la réforme de la politique commune de la pêche (PCP) en 2002. L'Agence est un organe de l'Union européenne qui a pour tâche de renforcer l’uniformité et l’efficacité de l'exécution de ces règles grâce à la mise en commun des moyens communautaires et nationaux de contrôle des activités de pêche et de surveillance des ressources, ainsi qu'à la coordination des mesures d'exécution. Cette coordination opérationnelle permet de s'attaquer aux carences liées à la disparité des moyens et priorités des systèmes de contrôle dans les États membres. L'Agence organise le déploiement des moyens de contrôle et d'inspection nationaux selon une stratégie européenne. Ses tâches et son mandat sont définis en étroite coopération avec les États membres, conformément à des objectifs et priorités communautaires.
En vertu de ses compétences, l'Agence doit promouvoir l'application effective et uniforme des règles de la politique commune de la pêche en organisant la coopération et la coordination opérationnelles entre les États membres. Outre ses activités de base, l'Agence se voit également confier des attributions transversales, notamment en ce qui concerne la formation des inspecteurs, les techniques d'inspection et les méthodologies d'harmonisation de la mise en place de la politique commune de la pêche au niveau communautaire.
L'Agence, en coopération avec l'Agence européenne des frontières et de la Garde côtière (Frontex) et l'Agence européenne pour la sécurité maritime, chacun dans son mandat, appuie les autorités nationales exerçant des fonctions de la Garde côtière.

## Création
| Règlement (CE) no 768/2005 du Conseil du 26 avril 2005 |
| 1. Le présent règlement institue une agence communautaire de contrôle des pêches (« l’agence »), dont l’objectif est d’organiser la coordination opérationnelle des activités de contrôle et d’inspection des pêches menées par les États membres et de les aider à coopérer de manière que soient respectées les règles de la politique commune de la pêche, afin de garantir leur application effective et uniforme. |
| --- |

## Organisation de l'Agence
- Le conseil d'administration, chargé d'adopter chaque année le budget, le programme de travail et le rapport général[7]. Le conseil d'administration est constitué d'un représentant de chaque État membre et de six représentants de la Commission européenne.
- Le directeur exécutif, représentant légal de l'Agence, responsable de la gestion et de l'administration quotidienne de l'Agence et notamment de la gestion de ses ressources. Le directeur exécutif est responsable devant le conseil d'administration, à qui il rend compte de sa gestion[8]
- Le conseil consultatif composé de représentants des conseils consultatifs (CC) régionaux[9], chaque CC désignant un représentant. Les réunions du conseil consultatif sont présidées par le directeur exécutif. Les CC sont des organisations de parties prenantes composées de représentants de l’industrie et d’autres groupes d’intérêt et sont des partenaires essentiels de la stratégie de communication de l’AECP. Ils fournissent à la Commission européenne et aux États membres de l’UE des recommandations sur les questions de gestion de la pêche[10].

## Rôle de l'Agence

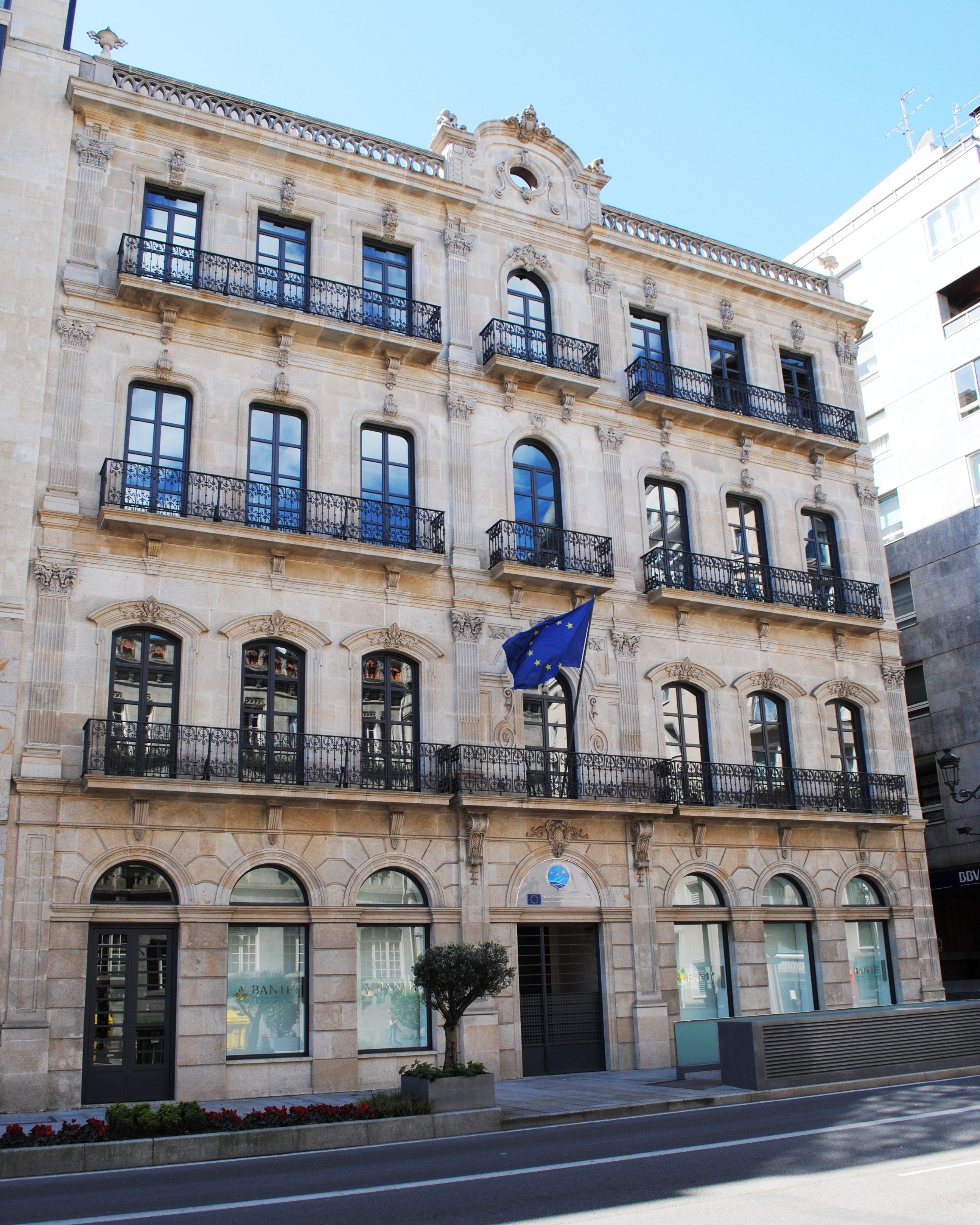
Community Fischeries Control Agency, à Vigo.

### Opérations dans l'UE
Les opérations de l'agence sont :
- Utiliser des plans de déploiement communs afin d’organiser le déploiement des moyens humains et matériels nationaux permettant aux États membres d’effectuer les contrôles et les inspections. Les  plans de déploiement communs s’appliquent aux pêcheries conformément à un programme spécifique d’inspection et de contrôle ou à un régime de contrôle international. Les plans sont pluriannuels et concernent plusieurs espèces, les activités de contrôle étant prévues sur la base de résultats d’évaluation des risques[2].
- Coordonner les contrôles et les inspections réalisés par les États membres eu égard aux obligations de la Communauté en matière de contrôle et d’inspection des activités de pêche dans le cadre de la politique commune de la pêche, y compris l’importation, le transport et le débarquement des produits de la pêche, y compris les activités de surveillance et de suivi menées par exemple grâce aux systèmes de surveillance des navires par satellite ou aux programmes d’observation[12] ;
- Coordonner le déploiement des moyens nationaux de contrôle et d’inspection mis en commun par les États membres concernés ;
- Aider les États membres et la Commission à harmoniser la mise en œuvre de la politique commune de la pêche dans toute la Communauté ;
- Aider les États membres à s’acquitter des tâches et obligations qui leur incombent en vertu des règles de la politique commune de la pêche.

### Opérations internationales
Les opérations internationales sont :
- Aider l' Union européenne dans la dimension internationale de la politique commune de la pêche et à lutter contre la pêche illégale, non déclarée et non réglementée, conformément aux règles communautaires.
- Contribuer à la coordination de la formation des inspecteurs et au partage d’expériences entre les États membres.

## Compléments